# Gunpey
Gunpey — серия головоломок, разработанная компанией Bandai. Первая игра серии вышла на портативной системе WonderSwan, позже появились версии для WonderSwan Color, PlayStation, Nintendo DS и PlayStation Portable. Название является данью памяти разработчику игры Гумпэю Ёкои, создателю портативных игровых систем Game Boy, Virtual Boy и WonderSwan. Основной игровой механикой является перемещение отрезков линий по вертикали для формирования непрерывной ветвящейся линии между горизонтальными краями игрового поля. Задачи варьируются в зависимости от выбранного режима.

## Игровой процесс
Игровое поле Gunpey представляет собой сетку размером 5 × 10 ячеек с размещёнными на ней фрагментами линий различной формы: каретка (∧), перевёрнутая каретка (∨), левая косая черта (＼) и правая косая черта (／). Игрок управляет курсором, позволяющим менять местами вертикально расположенные ячейки. Задача состоит в формировании непрерывной горизонтальной линии, соединяющей противоположные стороны поля. Завершённая линия начинает мигать перед исчезновением. В этот момент возможно присоединение дополнительных ветвей для увеличения количества очков. Полная очистка поля от фрагментов также приносит бонусные очки.
В режиме «Бесконечная игра» (англ. Endless Mode) фрагменты линий появляются в нижней части сетки и постепенно поднимаются вверх по мере появления новых элементов. Скорость подъёма фрагментов увеличивается с каждым уровнем. Игра заканчивается при достижении неиспользованными фрагментами верхней границы экрана.
«Режим этапов» имеет сходство с бесконечным режимом. Для прохождения каждого этапа требуется собрать определённое количество линий из фрагментов, появляющихся снизу поля. После выполнения условий этапа игрок переходит к следующему уровню. С каждым пройденным этапом увеличивается как количество фрагментов, необходимых для завершения уровня, так и скорость их появления.
В «Режиме головоломок» каждый этап содержит фиксированное количество фрагментов линий. Для завершения этапа требуется соединить все фрагменты без остатка.
«Режим истории» построен на противостоянии игрока и компьютера. Игровой процесс схож с режимом головоломок, но включает дополнительные механики: затенённые панели, боковую прокрутку игрового поля и систему бомб, которые можно отбрасывать вверх на противника. При заполнении специального вертикального индикатора затенённые панели пропадают. В оригинальной версии сюжет рассказывает о лягушке Винсенте, спасающем кошку Шерри от преступников. В версии Tarepanda no Gunpey главным героем выступает Тарепанда, путешествующий по Земле и собирающий фотографии других тарепанд, которые постепенно образуют группу.

## Игры
| Основная серия            | Основная серия  | Основная серия       | Основная серия |
| Название                  | Дата выхода     | Платформа            | Примечания |
| ------------------------- | --------------- | -------------------- | --- |
| Gunpey                    | 4 Марта 1999    | WonderSwan           | Выпущена вместе с WonderSwan. Специальная версия memorial pack была выпущена в честь достижения 200 000 проданных копий. |
| Tarepanda No Gunpey       | 9 Декабря 1999  | WonderSwan           | Игра оформлена в стилистике Тарепанды. Издательство выпустило ограниченную серию, состоящую из игры и системы WonderSwan с тематическим дизайном по мотивам данного персонажа. |
| Gunpey                    | 16 Декабря 1999 | PlayStation, Arcade  | Улучшенный порт оригинальной версии WonderSwan от TOSE. Эта версия получила свой собственный аркадный порт от Banpresto в 2000 году. |
| Gunpey EX                 | 9 Декабря 2000  | WonderSwan Color     | Игра вошла в стартовую линейку консоли WonderSwan Color. В этой версии появились головоломки с цветовыми элементами. Поддержка периферийного устройства Wondergate обеспечивала возможность многопользовательской игры через сеть. Добавлена функция сохранения и перезапуска, позволяющая делать перерывы в игре. Сюжетный режим был исключён из данной версии.                                                                                             |
| Gunpey                    | 4 Октября 2004  | NTT DoCoMo           | Версия для мобильного телефона, основанная на Gunpey EX. |
| Gunpey                    |                 |                      | |
| Название                  | Дата выхода     | Платформа            | Примечания |
| Gunpey DS                 | 19 Октября 2006 | Nintendo DS          | Игра предоставляет выбор между управлением с помощью сенсорного экрана, позволяющего перемещать элементы вертикально, и классическим управлением с использованием крестовины. Добавлены два режима — Music Box и G-Note, вносящие разнообразие в игровой процесс. Доступны девять игровых персонажей, каждый из которых обладает уникальным оформлением и звуковым сопровождением.                                                                           |
| Gunpey                    | 14 Ноября 2006  | PlayStation Portable | По визуальному стилю игра напоминает Lumines и включает 40 вариантов оформления, каждый из которых вносит незначительные изменения в игровой процесс. Доступны два режима: «Оригинальный» и «Разрушение». В режиме «Разрушение» фрагменты линий, находящиеся над завершённой линией, падают вниз после её исчезновения. В главном меню игрок может выбрать увеличенное игровое поле размером 10 × 10 ячеек вместо стандартного, что повышает сложность игры. |
| Gunpeyard Flower Carnival | 27 Февраля 2017 | iOS Android          | Разработана компанией Namco Bandai. В игре используются черви для представления отрезков линий. Поддержка была прекращена 13 декабря 2017 года. |

## Критика
| Сводный рейтинг | Сводный рейтинг |
| Агрегатор       | Оценка          |
| --------------- | --------------- |
| GameRankings    | 70,19 %         |

| Сводный рейтинг | Сводный рейтинг |
| Агрегатор       | Оценка          |
| --------------- | --------------- |
| GameRankings    | 65,78 %         |

Критики высоко оценили версию для WonderSwan: журнал Famitsu присвоил игре 33 балла из 40, а Retro Gamer присудил второе место в рейтинге лучших игр консоли, особо отметив простоту и многообразие режимов. DefunctGames оценил оригинальную версию на B+, подчеркнув её отличие от других головоломок того периода. Версия Gunpey EX для WonderSwan Color также получила B+ от DefunctGames за простоту управления и качество графики, однако музыкальное сопровождение подверглось критике. В рецензии Modojo отмечалось, что акцент на создании отдельных цепей вместо сложных комбинаций и неудобное вертикальное перемещение проводов снижают увлекательность игрового процесса, хотя в целом проект демонстрирует потенциал жанра головоломок.
Портал NintendoLife оценил игру на 6 баллов из 10, указав на недостаточную увлекательность концепции и отсутствие значимых улучшений. GameSpot присвоил версиям для DS и PSP оценку 7,7 из 10, отметив увлекательность, сложность и оригинальный стиль. Eurogamer поставил версии для PSP 7 баллов из 10, положительно оценив дизайн уровней и сложность, но раскритиковав затянутость игрового процесса. IGN присвоил игре 6,1 балла из 10, отметив чрезмерную зависимость от случайного расположения элементов. Версия для PSP получила от IGN более низкую оценку с критикой однообразного и неувлекательного игрового процесса.